# Elizabeth Zachariadou
Elizabeth A. Zachariadou (griechisch Ελισάβετ Α. Ζαχαριάδου Elisavet A. Zachariádou) (* 1931; † 26. Dezember 2018) war eine griechische Historikerin mit den Schwerpunkten Osmanistik und Byzantinistik.

## Leben und Werk
1966 heiratete sie den Byzantinisten Nikolaos Oikonomides (1934–2000), mit dem sie 1967 infolge des Obristenputsches in Griechenland nach Kanada emigrierte.
Zachariadou studierte an der School of Oriental and African Studies an der Universität London und wurde an die Universität Kreta berufen, wo sie von 1985 bis 1998 Turkologie lehrte. Sie partizipierte an zentralen Werken der mittelalterlichen Geschichte, wie dem Oxford Dictionary of Byzantium oder dem Lexikon des Mittelalters sowie der New Cambridge Medieval History, aber auch an der Encyclopedia of Islam und der Ottoman World.
1990 erhielt sie die Ehrendoktorwürde von der Universität Ankara. Auch wurde sie Mitglied der Academia Europaea im Jahr 1994.

## Veröffentlichungen (Auswahl)
- Το Χρονικό των Τούρκων Σουλτάνων (του βαρβερινού ελληνικού κώδικα 111) και το ιταλικό του πρότυπο (Die Chronik der türkischen Sultane (cod. gr. Barberini 111) und ihr italienisches Original), Thessaloniki 1960.
- Trade and Crusade, Venetian Crete and the Emirates of Menteshe and Aydin (1300–1415), Venedig 1983.
- Romania and the Turks (c.1300 - c.1500), Variorum Reprints, London 1985.
- Studies in pre-Ottoman Turkey and the Ottomans, Ashgate Variorum, 2007.
- mit Gülsün Ayvali und Antonis Xanthynakis: Το χρονικό των Ουγγροτουρκικών πολέμων (1443–1444) (Chronik des ungarisch-osmanischen Krieges (1443–1444)), Crete University Press, Rethymno 2005.
- (Hrsg.): The Ottoman Emirate (1300-1389). Halcyon Days in Crete I: A Symposium Held in Rethymnon 11-13 January 1991, Crete University Press, Rethymnon 1993, ISBN 760-7309-58-8.
- (Hrsg.): The Via Egnatia under the Ottoman Rule (1380 - 1699). Halcyon Days in Crete II: A Symposium held in Rethymnon 9 - 11 January 1994, Crete University Press, Rethymno 1996, ISBN 960-524-017-3.
- (Hrsg.): Nikolaos Oikonomides: Society, Culture, and Politics in Byzantium, Ashgate, London 2005, ISBN 0-86078-937-3.